# Río Var
El Var o Varo es un río de Francia que desemboca en el mar Mediterráneo. Nace a unos 1800 m sobre el nivel del mar, en los Alpes, a los pies del Col de la Cayolle, en el norte del departamento de los Alpes Marítimos, y desemboca entre la ciudad de Niza y Saint-Laurent-du-Var, con un curso de 120 km y una cuenca de 2742 km². Históricamente, fue la antigua frontera natural, cultural y étnica entra la Galia (actual Francia) e Italia hasta la invasión y la anexión del condado de Niza por Francia en 1860.

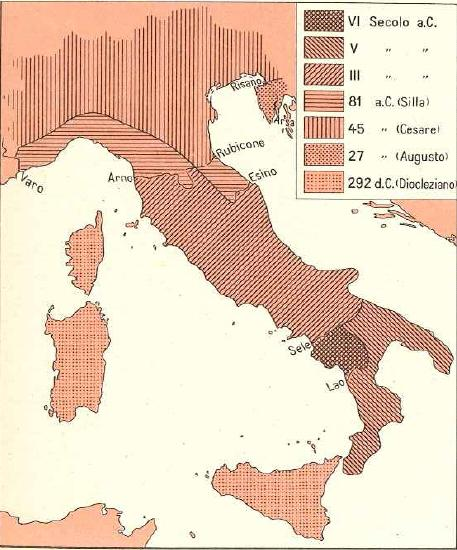
el Río Var o Varo es una frontera natural de zonas geográfica italiana y francesa

La principal aglomeración de su curso es Niza, si bien no pasa por la ciudad propiamente dicha, sino siete kilómetros al suroeste, junto al aeropuerto.
Este río dio nombre al departamento de Var, por el que no pasa ni limita en la actualidad. Esto se debe a que en el momento de asignarse el nombre a dicho departamento el río formaba la frontera entre Francia e Italia, la cual se desplazó posteriormente al producirse la "anexión" del condado de Niza (1860), formándose el departamento de los Alpes Marítimos con las nuevas anexiones y un fragmento del antiguo departamento del Var.

## Enlaces externos

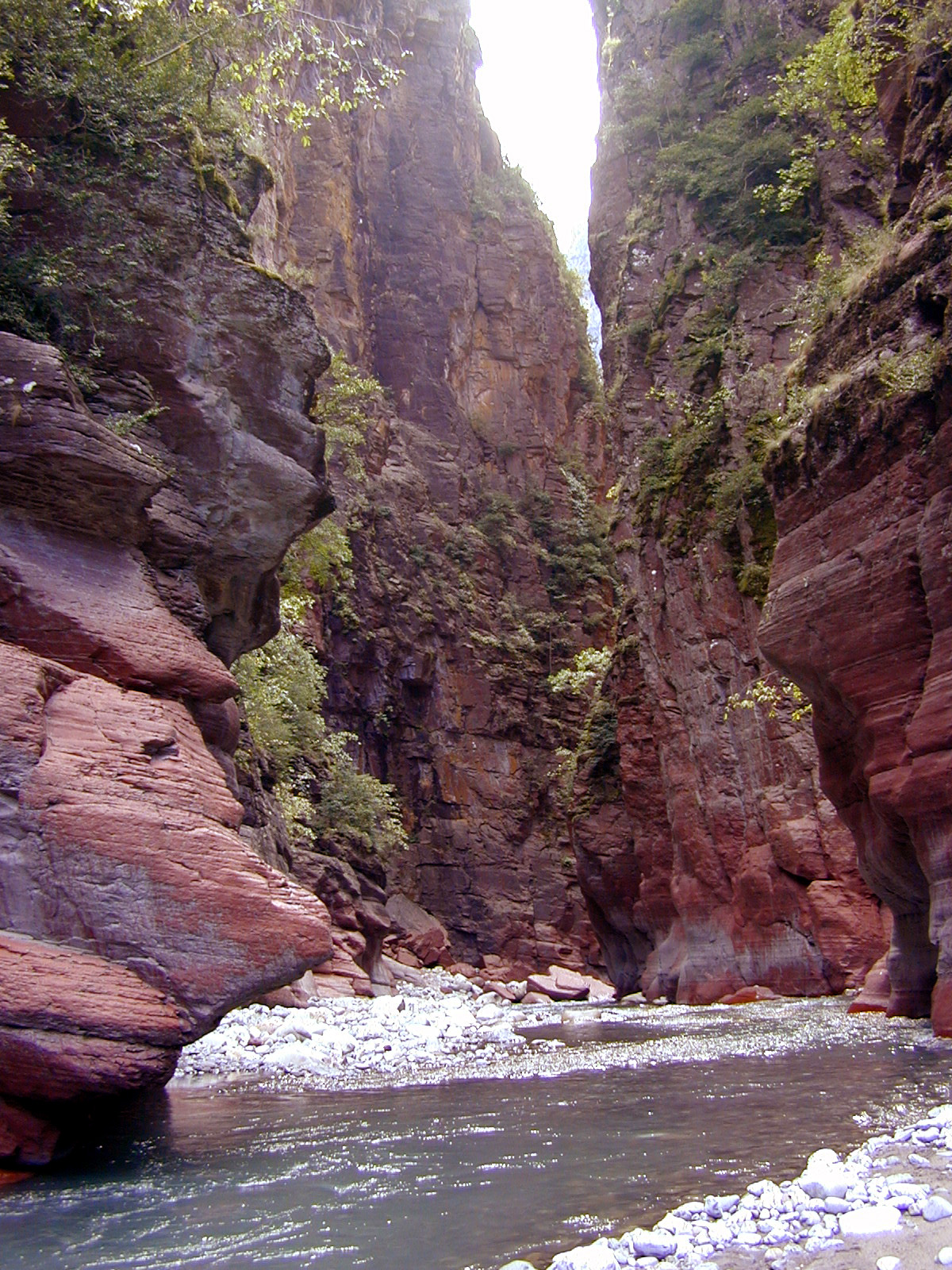
Gargantas de Daluis.